# Honfoglalás (film)
Honfoglalás è un film ungherese del 1996 che racconta della conquista del bacino dei Carpazi compiuta dagli Ungari intorno all'896.
Il film fu scritto da István Nemeskürty e diretto da Gábor Koltay.